# マオリ

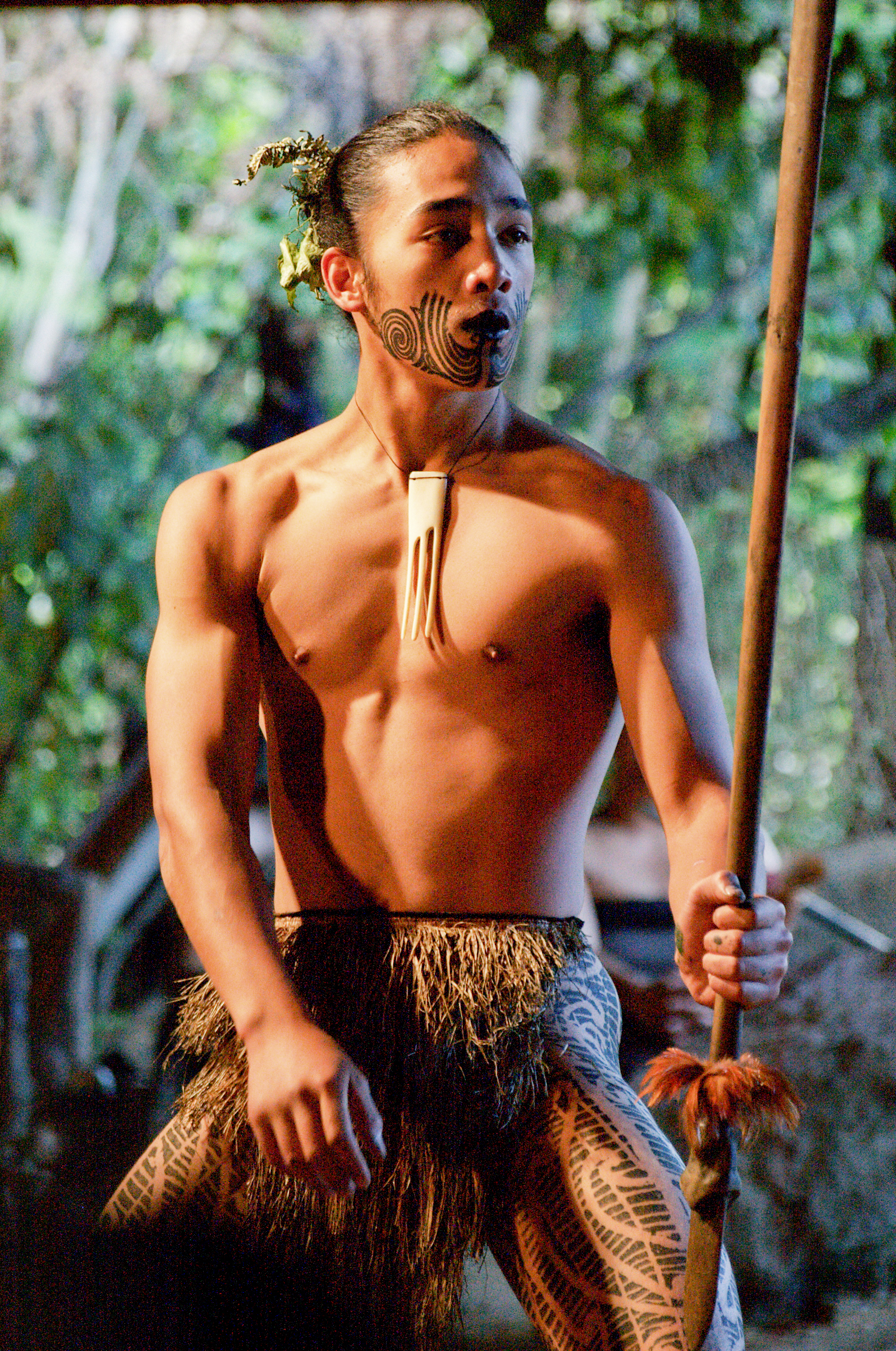
伝統的な姿のマオリの若者。現在のマオリは普通は洋服姿である。

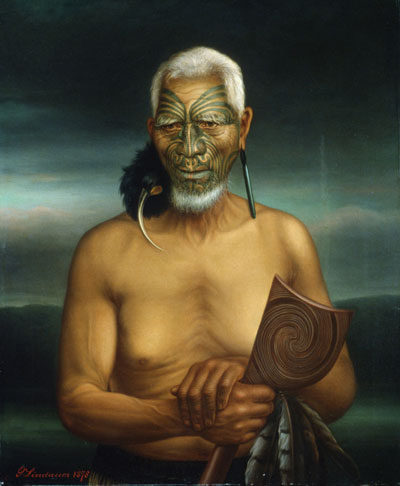
描かれたマオリ（1878年画）
（画）ゴットフリード・リンダウアー

マオリ（マオリ語: Māori, マーオリ）は、アオテアロア（ニュージーランド）にイギリス人が入植する前から先住していた人々である。形質的・文化的にはポリネシア人の一派をなす。マオリとは、マオリ族の用いる言語マオリ語では本来「普通」という意味で、マオリ自身が西洋人と区別するために“普通の人間”という意味でTangata Maoriを使い出したにもかかわらず、イギリス人が発音しにくいという理由で、Tangata（＝人間）ではなくて、Maoriを採用したのが由来とされる。

## 歴史

### 神話
神話では、伝説的な航海者クペが「ハワイキ」から来航し、再びハワイキに戻って人々にアオテアロアの存在を教えたとされている。その後、「大艦隊」（Great Fleet）と呼ばれる7艘のワカ・ホウルアという航海カヌーに分乗した人々が来航したとされる。この「大艦隊」の7艘の名称は「アオテア（Aotea）」「アラワ（Arawa）」「クラハウポー（Kurahaupō）」「マタアトゥア（Mataatua）」「タイヌイ（Tainui）」「ターキティム（Tākitimu）」「トコマル（Tokomaru）」とされる。
1987年には、この伝説を検証すべく、マタヒ・ワカタカ（英語名グレッグ・ブライトウェル）がタヒチ出身の海洋冒険家フランシス・コーワンの協力を得て、伝統的な航海カヌーによるタヒチ〜アオテアロア間の実験航海を行って成功を収めている。
また、ヘクター（ヘケヌクマイ）・バズビーを指導者とするグループはハワイのナイノア・トンプソンの協力を得て1992年に航海カヌー「テ・アウレレ」を建造し、マオリの遠洋航海技術の復興に取り組んでいる。

### ヨーロッパ人渡来以前
ニュージーランドの考古学
考古学的には、ポリネシア地域のクック諸島またはタヒチが起源とされ、9世紀から10世紀頃までにアオテアロアに移住し、狩猟採集生活を送る。しかし熱帯であるクックやタヒチと違い、ニュージーランドは温帯であったために同じような生活を送るには不向きであったため、狩猟採集に加え農耕を始め、住居もポリネシア風住居を基にそれより小さめの住居を建て始めた。移住を800年程度前とする説も強い。
人口が増えると各々が「イウィ」と呼ばれる部族を作り、部族同士の衝突も起こるようになった。
人々はイウィを守るため、丘の上や峰など戦略的に大切な部分に柵や堀などを置いてイウィを防衛した。これは要塞で守られた村の意味で「パ」と呼ばれる。

### ニュージーランド成立以降
イギリスの植民地化が進むとともにキリスト教布教も活動も活発化、森は切り開かれて植民者によって牧草地に変えられ、土地は白人のものになっていく。1840年にワイタンギ条約をイギリス政府とマオリ諸部族との代表者が締結し、マオリは主権をイギリスに譲渡するが、条文の解釈の相違等によってマオリとニュージーランド植民政府の対立は激化し、1860年代にはニュージーランド戦争が起きている。
この中でワイカト族をはじめとする一部の部族では「王」、いわゆるマオリ王を推戴する運動キンギタンガが生まれた。英軍との戦いが劣勢の中、1887年、テ・ヘウヘウ・トゥキノ4世は聖地であるトンガリロ火山の山頂地域を国立公園として保護されることを条件にを政府に献上、政府による周囲の買収もあり1894年に広大な地域がニュージーランド初の国立公園となった。
現在の王はナ・ワイ（在位2024年 - ）。マオリ王は法的には何の権力も持っておらず、すべてのマオリに推戴されているわけではないが、ニュージーランド総督が着任の際に会見を行う慣習があるなど、重要な存在である。ツヘイティア・パキ（在位2006年 - 2024年）は2007年2月から3月にかけて東京国立博物館 平成館で開催された「マーオリ：楽園の神々」展の開幕に合わせて来日し、当時の天皇であった明仁と会談した。
マオリ人は一時はマオリ語を禁じられ、英語教育を強いられた時代もあったが、土地の返還活動も行われている。1970年代からはマオリの文化を復興させる運動、マオリ・ルネッサンスが始まっている。

## 文化

ニュージーランド・マオリ族の部族国旗

マオリ語はオーストロネシア語族のオセアニア語系に属する。台湾東部の先住民アミ族は同じオーストロネシア語族だがオセアニア語派とは区別される台湾諸語を話すが、遺伝的なつながりが示唆されている。また両者には歌、伝統的な集会所（マオリではマラエ）の構造、刺青の風習など文化的な類似点もみられる。
それぞれの集落や身分によって異なる、身体装飾としての刺青を顔面や全身に施す。
あいさつとして互いの鼻をくっつけ合う。
民族舞踊であるハカはマオリの戦士が戦いの前に踊る他、歓迎の挨拶などでもハカを踊る。ラグビーのナショナルチームであるオールブラックスが試合前にハカを踊ることで世界によく知られている。
伝統芸能であるポイは、スイングジャグリングの一種として世界的に広く行なわれている。
現在でもマオリの人々は、自分の家系が「大艦隊」のどの航海カヌーに乗って来たかを重視しており、一種の社会集団を形成している。
ニュージーランドの別名アオテアロアとは「白く長い雲がたなびく地」という意味で、最初にこの地を発見した伝説上の航海者クペの妻がこの島々を指して呼んだとされ、「ニュージーランド」と並ぶ正式な国名となっている（ただしこの伝説は後世の創作ではないかという説も有力）。
2006年8月9日、ニュージーランドの科学者が、マオリは戦闘的な遺伝子を有しており、暴力的で犯罪を犯しやすい傾向にあると発表した。マオリは直ちに抗議するなど、波紋が広がっている。
国連の調査では、マオリは他の地域の先住民族と同様、非先住民族より11年ほど平均寿命が短く、経済・社会・文化における権利がいまだに限定されている可能性を指摘している。自殺率でも、マオリはヨーロッパ系やアジア系に比べても多い傾向にある。

## マオリを題材とする作品

### 映画
- 『River Queen』（日本未公開、ビデオ題名『ファイナル・ソルジャー』）-　マオリ戦争を舞台としている
- 『クジラの島の少女』Whale Rider
- 『マオリ族の怒り』The Seekers(1954)
- 『ピアノ・レッスン』The Piano(1993)
- 『ワンス・ウォリアーズ』Once Were Warriors(1994)
- 『エンダーのゲーム』 Ender's Game(2013)

なお、1981年版の開隆堂出版の中学英語教科書「New Prince」の2年でも取り上げられている。